# Année gaussienne
En astronomie, une année gaussienne est une unité de temps définie comme égale à 365,256898326 jours (soit 365 j 6 h 9 min 56 s). Historiquement, il s'agit de la valeur adoptée par Carl Friedrich Gauss pour l'année sidérale dans ses études sur la dynamique du système solaire ; l'année sidérale possède de nos jours une valeur différente et celle utilisée par Gauss a été baptisée de son nom.

## Définition
Par définition, une particule de masse négligeable qui orbite un corps d'une masse solaire avec une période d'une année gaussienne possède un demi-grand axe d'une unité astronomique.
La valeur de l'année gaussienne est dérivée de la troisième loi de Kepler :
{\displaystyle {\text{1 annee gaussienne}}={\frac {2\pi }{k}}}
où
k est la constante gravitationnelle de Gauss.